# Musée Folkwang
Le musée Folkwang, situé à Essen en Allemagne, possède d'importantes collections artistiques.

## Histoire
En 1899, Karl Ernst Osthaus, un mécène originaire de la ville de Hagen en Westphalie, décide de rassembler suffisamment d'œuvres d'art pour concurrencer Berlin. Il inclut dans son musée les arts plastiques de toutes les origines, dont l'art africain en 1912, mais aussi la danse, l'architecture, la musique et la littérature, en suivant les préceptes universalistes du Gesammtkunstwerk, dans l'air du temps à cette époque. En 1922, après sa mort, la collection fut transférée à Essen. Attenante au musée, la Folkwang-Hochschule est fondée en 1927. 
En 1932, la collection d'art contemporain est l'une des plus importantes d'Europe. Elle comporte des œuvres de Cézanne, Gauguin, Van Gogh, Matisse, Derain, Picasso, Braque, Kirchner, Nolde, Kandinsky, Klee. 1 400 œuvres de la collection sont saisies par les nazis. Elles sont présentées à l'exposition l'Art dégénéré organisée en 1937 à Munich. En 1939, elles sont mises en vente aux enchères de Lucerne au bénéfice du IIIe Reich. 
Après la fin de la seconde guerre mondiale, le musée est reconstruit. La collection est reconstituée. Certaines toiles sont rachetées.
En 2006, la restauration du musée est confiée à l'architecte britannique David Chipperfield qui a également rénové le Neues Museum de Berlin.

## Le musée aujourd'hui
Le nouveau bâtiment est inauguré en janvier 2010. Les collections permanentes sont complètement redéployées dans des galeries lumineuses ouvrant sur des patios.
Ces collections comprennent des fonds de sculptures (dont Rodin et Maillol), de photographies (50 000 photographies, notamment de Cartier-Bresson, Man Ray, Heinrich Kühn, Otto Steinert), d'arts graphiques (12 000 œuvres) et de peintures (avec une collection majeure de 800 peintures comprenant des œuvres de Caspar David Friedrich, Daumier, Gustave Courbet, Édouard Manet, Claude Monet, Auguste Renoir, Cézanne, Gauguin, Van Gogh, Matisse, Edvard Munch, Franz Marc, Ernst Ludwig Kirchner, Emil Nolde, Fernand Léger, Otto Dix, Wassily Kandinsky, Piet Mondrian, Paul Klee, Joan Miró, Salvador Dalí, René Magritte, Mark Rothko, Jean-Jacques Morvan). Divers objets (art africain, égyptien ou encore asiatique) sont aussi exposés. Un vaste espace est consacré aux événements temporaires.

## Œuvres conservées au musée Folkwang

### Peinture
- Georges Braque, Bouteille et Journal, 1911-1912
- Salvador Dalí, Pharmacien ampurdan ne cherchant absolument rien, 1936
- Honoré Daumier, Ecce homo, 1849-1852
- Caspar David Friedrich
  - Paysage de montagne avec arc-en-ciel, vers 1810
  - Femme devant le coucher de soleil, vers 1818
- Paul Gauguin, Contes barbares, 1902
- Ernst Ludwig Kirchner, La Tour Rouge à Halle, 1915
- Édouard Manet, Jean-Baptiste Faure en Hamlet,1877
- Franz Marc, Cheval dans le paysage, 1910
- Henri Matisse, Nature morte aux asphodèles, 1907
- Joan Miró, Portrait de Vicenç Nubiola, 1917
- Auguste Renoir, Lise à l'ombrelle, 1867
- Vincent van Gogh :
  - Les Bateaux amarrés, 1888
  - Portrait d'Armand Roulin, 1888
  - Champ de blé derrière l'hospice Saint-Paul avec un faucheur, 1889

### Photographie
La collection photographique a été créée comme une section indépendante du Musée Folkwang en 1978. A ce jour, elle comprend plus de 60 000 photos ainsi qu'un certain nombre de legs dont ceux d'Helmar Lerski, Germaine Krull, Otto Steinert et Peter Keetman. Le musée soutient également la photographie contemporaine à travers des subventions et des prix. La direction de la collection photographique est assurée par Ute Eskildsen jusqu'en 2012, Florian Ebner de 2012 à 2018 et Thomas Seelig depuis le 3 septembre 2018.
En 1993, le Musée Folkwang à Essen, achète les négatifs originaux et une grande partie des travaux de Grete Stern et Ellen Auerbach ("Ringl+Pit") et présente une grande exposition de leurs travaux.
Le musée possède aussi les droits pour les photographes Errell (Richard Levy), Walter Peterhans et Fee Schlapper.

## Quelques œuvres

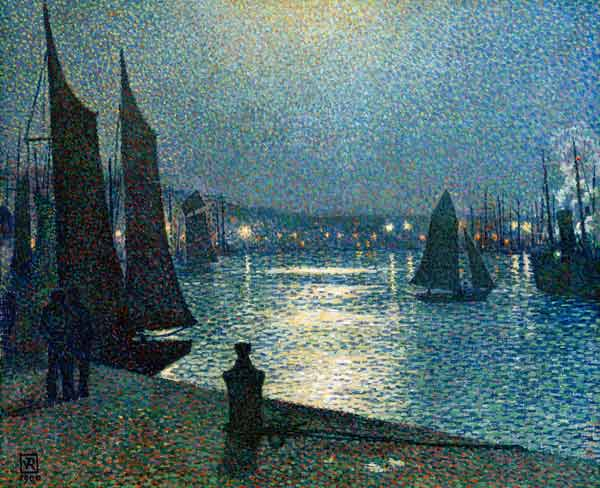
Van Rysselberghe : Nuit étoilée à Boulogne.
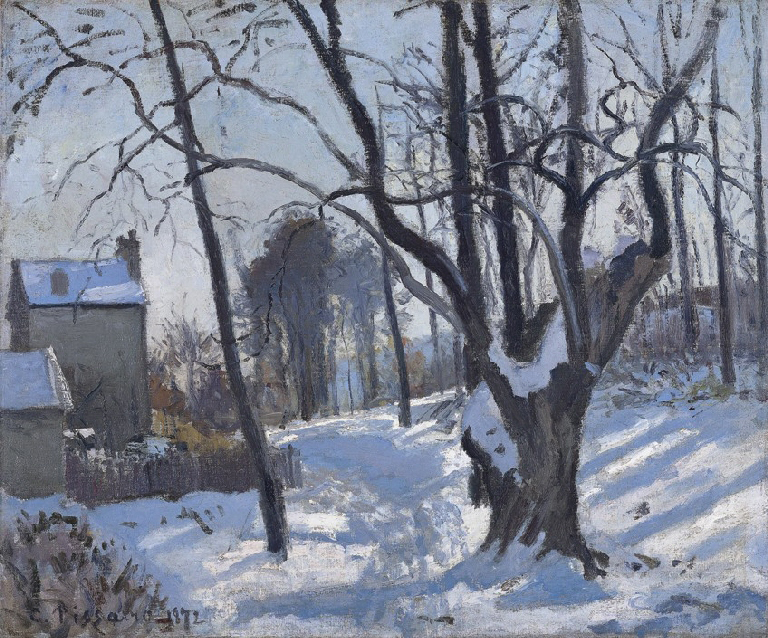
Camille Pissarro : Louveciennes, neige.
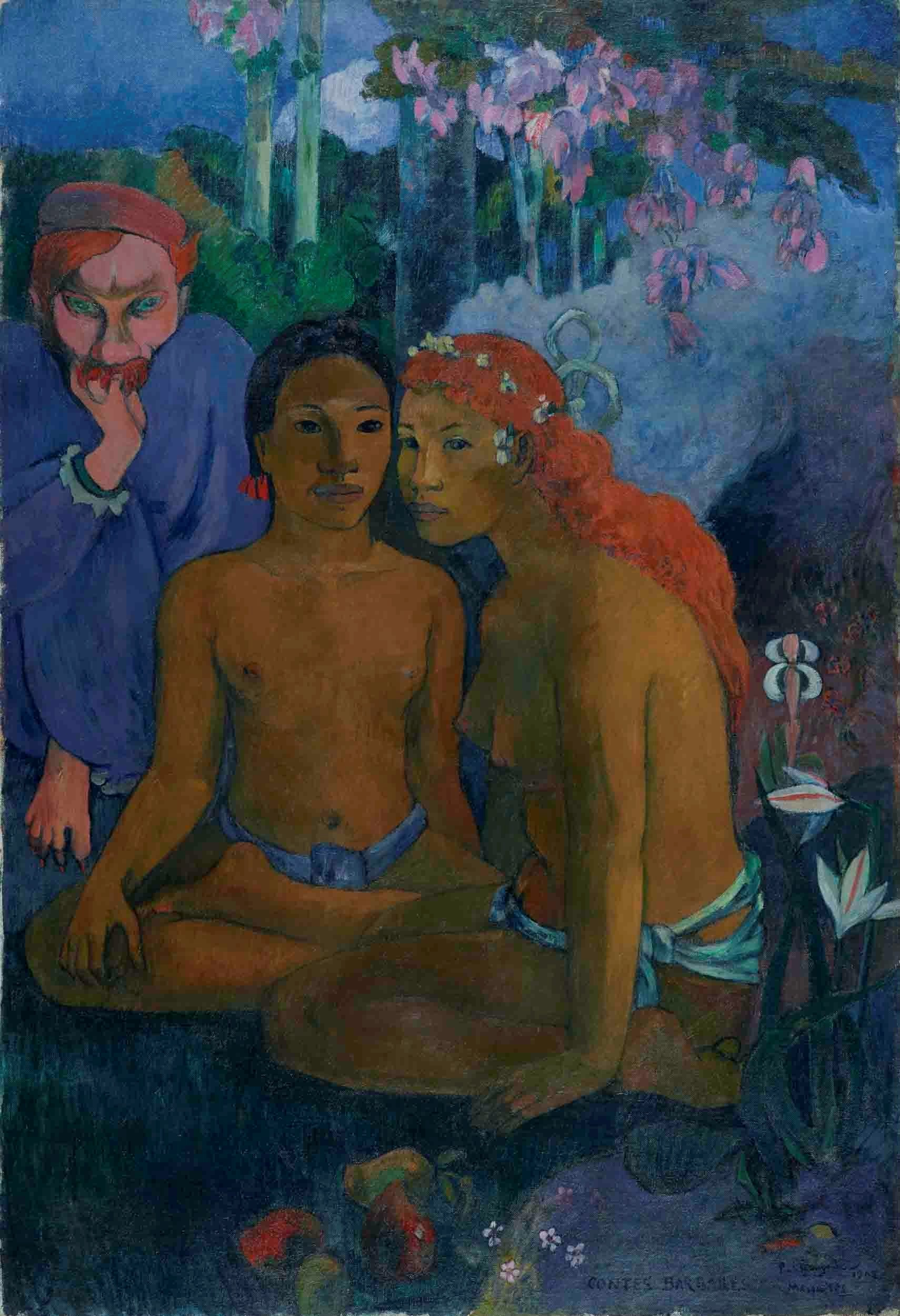
Paul Gauguin : Contes barbares.
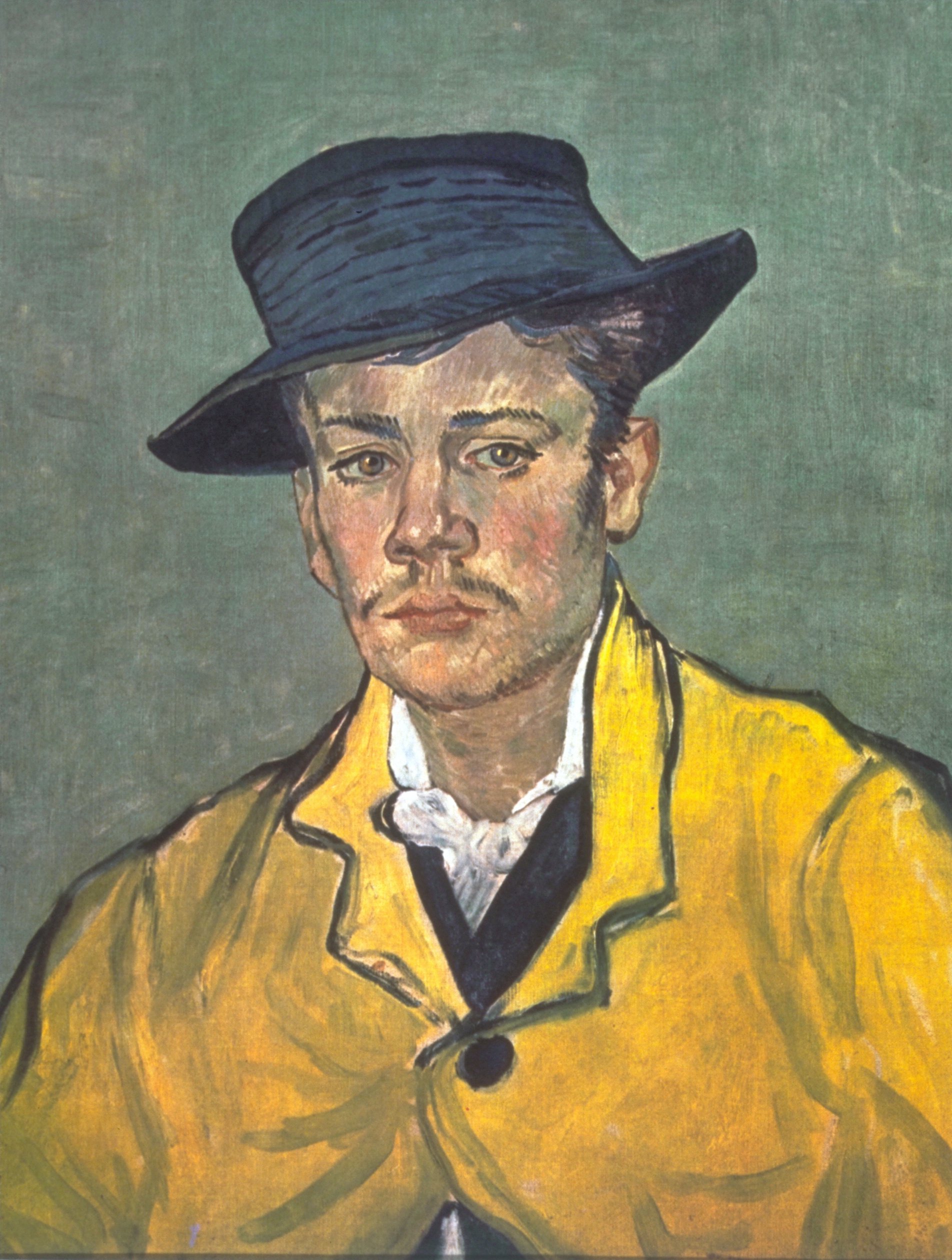
Vincent Van Gogh : Armand Roulin.
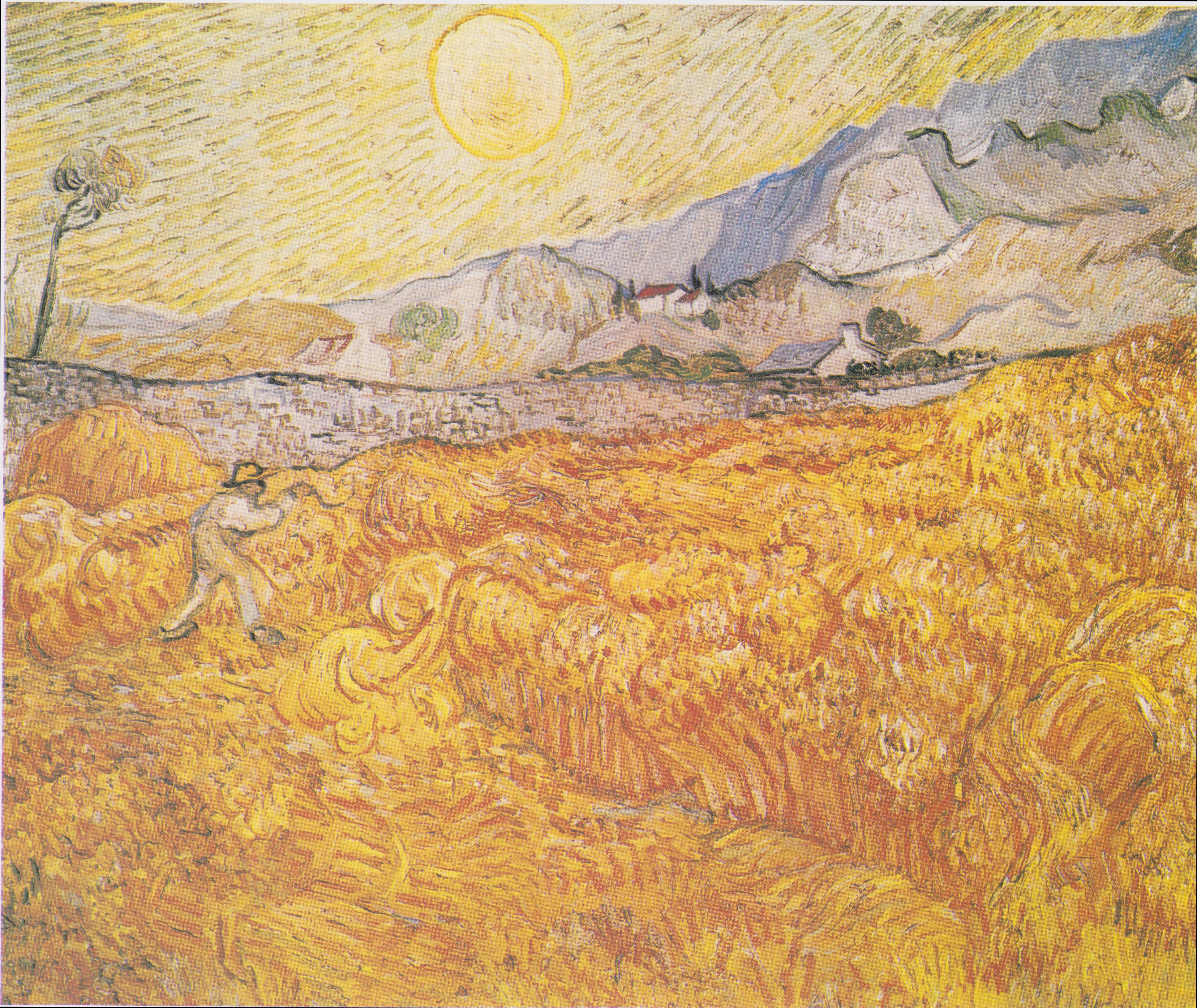
Vincent Van Gogh : Champ de Blé derrière l'hospice Saint-Paul avec un faucheur.
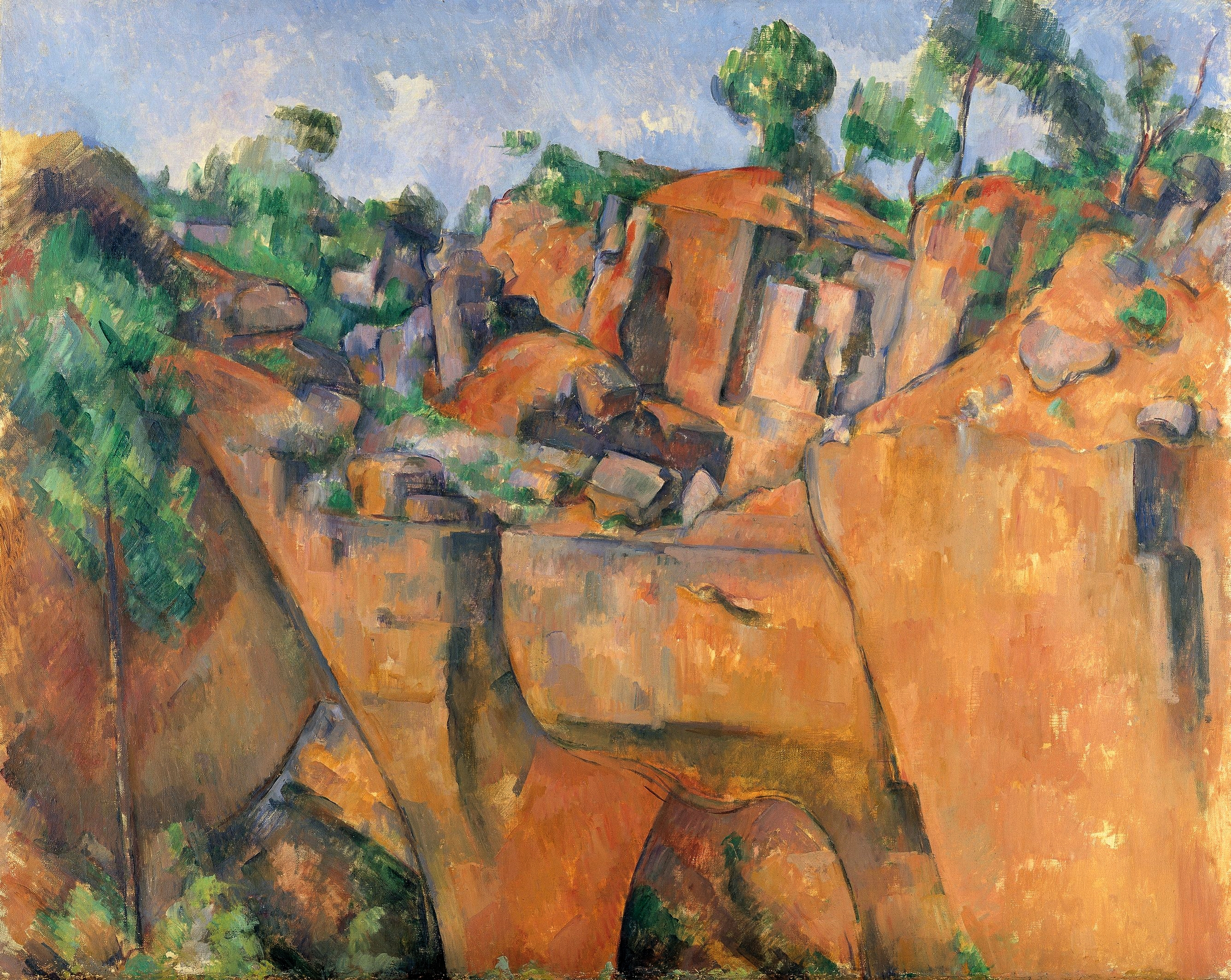
Paul Cézanne : La carrière de Bibémus.
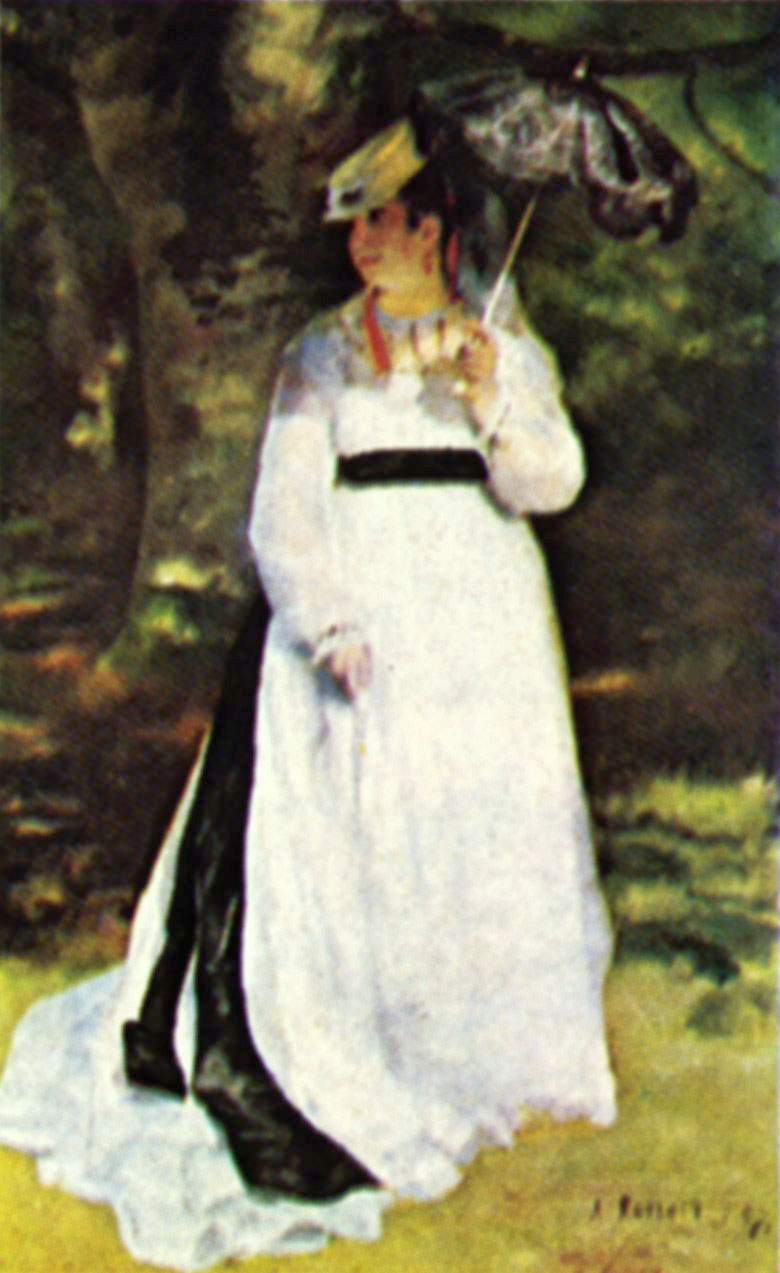
Auguste Renoir : Lise à l'ombrelle.
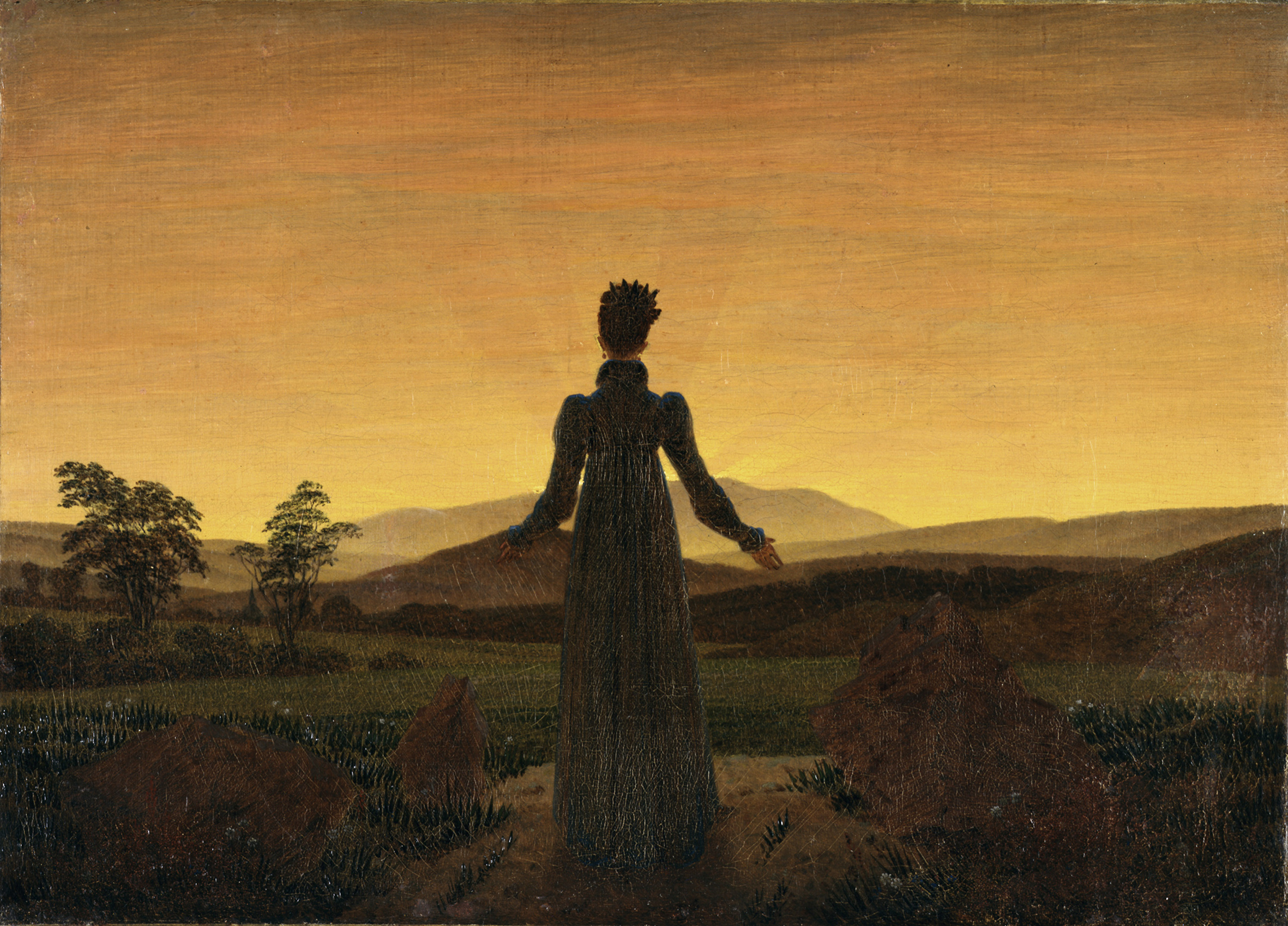
Caspar Friedrich : Femme devant le coucher de soleil.